# Кошерна Кітті Келлі
Кошерна Кітті Келлі (англ. Kosher Kitty Kelly) — американська кінокомедія режисера Джеймса В. Хорна 1926 року.

## У ролях
- Віола Дена — Кітті Келлі
- Том Форман — офіцер Пет Салліван
- Віра Гордон — місіс Файнбаум
- Кетлін Майєрс — Розі Файнбаум
- Нат Карр — Мозес Гінзбург
- Стенлі Тейлор — Моріс Розен
- Керролл Най — Барні Келлі
- Еджи Херрінг — місіс Келлі